# Questo piccolo grande amore (album)
Questo piccolo grande amore è un album di Claudio Baglioni pubblicato nel 1972, è stato uno dei primi esempi di concept album della musica italiana e uno dei dischi italiani di maggior successo di sempre con circa 1,5 milioni di copie vendute. Il singolo omonimo invece è il più venduto di sempre in Italia con 20 milioni di copie e verrà poi premiato nel 1985 come canzone Italiana del secolo.

## Il disco
Registrato dal 27 agosto al 30 settembre del 1972 (come riportato sul retro di copertina) e pubblicato il mese successivo, Questo piccolo grande amore è un concept-album su una storia d'amore. Il tecnico del suono è Franco Finetti; la copertina è opera di Pompeo De Angelis; tra i musicisti che suonano nell'album ricordiamo il chitarrista pugliese Silvano Chimenti, negli anni Sessanta solista con i The Planets e inventore dell'arpeggio di Un mondo d'amore di Gianni Morandi. Come raccontato dallo stesso Baglioni nel libro Il romanzo di un cantante (Edizioni Lato Side, 1979), in origine era stato pensato come un disco doppio, con altre canzoni che avrebbero effettuato degli excursus dalla storia principale: vi era, ad esempio, una canzone sulla vita militare, ed un'altra, intitolata Quanta strada da fare n.1 (il cui tema sarà in parte ripreso nella canzone dallo stesso titolo e priva di numerazione contenuta nel disco E tu...) che approfondiva le ragioni della manifestazione degli studenti all'inizio della storia; questi brani furono eliminati, e si optò per un disco singolo, seppure molto lungo per gli standard dell'epoca (oltre 50 minuti). La pubblicazione di Q.P.G.A. nel 2009 avrà anche lo scopo di recuperare il numeroso materiale scartato, ovviamente inciso ex-novo, e integrandolo sia con alcuni brani inediti, sia con le canzoni già pubblicate, di cui verranno fornite "fior fiore" anche alcune parti del testo mai venute alla luce fino ad allora.
La canzone Quanta strada da fare n.1 era stata cantata da Baglioni nello sceneggiato televisivo Ipotesi sulla scomparsa di un fisico atomico, per la regia di Leandro Castellani, uscito qualche mese prima: lo si vede vestire i panni di un hippy pacifista, e in una scena del film ripropone il brano (intitolato però nei titoli di coda In Viaggio: questo sarà il titolo con la quale sarà pubblicata nel 1986 in una raccolta). Pochi mesi prima, inoltre, Baglioni aveva cantato tre canzoni nella colonna sonora del film Fratello sole, sorella luna di Franco Zeffirelli, pubblicate sul 45 giri Fratello sole sorella luna/Preghiera semplice/Canzone di San Damiano.
Pochi giorni prima dell'uscita dell'album, la RCA pubblica un 45 giri con Questo piccolo grande amore e Caro padrone (la cui melodia sarà riutilizzata per la canzone Miramare); il disco viene tolto dal commercio dopo poche settimane e sostituito da un nuovo disco con lo stesso numero di catalogo, contenente sul lato B Porta Portese: e questo sarà il disco che arriverà al primo posto della hit parade di Lelio Luttazzi. Le versioni dei due brani differiscono dal 33 giri: infatti Questo piccolo grande amore ha i versi "la paura e la voglia di essere soli" al posto di "la paura e la voglia di essere nudi", e "mani sempre più ansiose, le scarpe bagnate" invece di "mani sempre più ansiose di cose proibite", per problemi di censura; Porta Portese, invece, ha una strofa in meno (quella che inizia con "Tutti rotti quei calzoni..."). L'album è risultato il 9º più venduto del 1972.

## Tracce
Testi di Claudio Baglioni, musiche di Claudio Baglioni e Antonio Coggio, arrangiamenti e orchestrazioni di Tony Mimms.
Lato A
1. Piazza del popolo – 1:59
2. Una faccia pulita – 3:17
3. Battibecco – 4:01
4. Con tutto l'amore che posso – 3:34
5. Che begli amici!... – 4:20
6. Mia libertà – 3:51
7. La prima volta – 5:14

Durata totale: 26:16
Lato B
1. Quel giorno – 3:22
2. Io ti prendo come mia sposa – 1:48
3. Cartolina rosa – 3:10
4. Questo piccolo grande amore – 5:38
5. Porta Portese – 5:13
6. Quanto ti voglio – 3:10
7. Sembra il primo giorno – 3:13
8. Con tutto l'amore che posso (orchestrale) – 1:48

Durata totale: 27:22
Essendo concepito come concept album, o meglio come opera rock, alcuni brani riprendono le melodie di altri. Il tema di Piazza del Popolo ritorna in Cartolina rosa. I temi del ritornello di Una faccia pulita e della strofa di La prima volta ritornano in Sembra il primo giorno. Con tutto l'amore che posso, nella versione su cassetta (RCA Italiana LPK 10551) ha il ritornello ripetuto una seconda volta alla fine della canzone (dopo le parole la mano nella mano). Intermezzi nello stile degli stornellatori romani compaiono in Battibecco e nel finale di Porta Portese: qui sfumano in voci di sottofondo sull'aria di Con tutto l'amore che posso.
Battibecco è un duetto con Paola Massari. Cartolina rosa comprende un intermezzo musicale inizialmente pensato come brano intitolato Ci fosse lei, pubblicata ufficialmente solo nel 2005 nella raccolta Tutti qui, ma disponibile già in precedenza in alcuni bootleg. Questo tema era stato pensato come strofa di un brano le cui sezioni successive sfociavano nella melodia della stessa Questo piccolo grande amore. L'introduzione di Piazza del Popolo era in realtà presa da Quanta strada da fare n.1 (In viaggio), poi esclusa dall'album.
La title track, insieme al titolo dell'album, fu intitolata con l'aggettivo dimostrativo, in quanto era già stata depositata e incisa una canzone intitolata Piccolo grande amore, eseguita dal complesso siciliano Gens.

## Film
L'11 febbraio 2009 è uscito nelle sale cinematografiche, su distribuzione Medusa, il film Questo piccolo grande amore diretto dal regista Riccardo Donna. La pellicola prende ispirazione dall'omonima canzone e segue le linee narrative dell'altrettanto omonimo concept album di Claudio Baglioni.

## Formazione
- Claudio Baglioni – voce, chitarra
- Luciano Brigidi – basso
- Massimo Buzzi – batteria, percussioni
- Silvano Chimenti – banjo, chitarra
- Alvaro Capanni – basso, contrabbasso
- Ciro Cicco – batteria, percussioni
- Franco Carli – chitarra classica
- Pietro Capodieci – basso, contrabbasso
- Toto Torquati – tastiera, sintetizzatore, pianoforte, Fender Rhodes, organo Hammond, clavicembalo
- Alessandro Centofanti – percussioni, cori
- Antonio Coggio – pianoforte, clavicembalo
- Maria Teresa Temperilli – arpa
- Tino Fornai – violino
- Adalberto Cerbara – violino, viola
- Luciano Madami – violino, violoncello
- Gerardo Abate – violino
- Aurelio Albini – violino
- Fernando Baratta – violino
- Silvestro Catacchio – violino
- Montserrat Cervera – violino
- Rolando Cristifani – violino
- Eraldo D'Angelo – violino
- Sandrino Franceschini – violino
- Margherita Gabrici – violino
- Paolo Mezzaroma – violino
- Guido Mozzato – violino
- Marcello Palombi – violino
- Alberto Pini – violino
- Mario Tucci – violino
- Angelo Gentile – viola
- Antonio Miscia – viola
- Alessandro Nadin – viola
- Luigi Sagrati – viola
- Enrico Colonnese – violoncello
- Salvatore De Girolamo – violoncello
- Alberto Francolini – violoncello
- Ilicio Perugia – violoncello
- Vito Vallini – violoncello
- Cicci Santucci – tromba
- Giuseppe Cuccaro – tromba
- Giovanni Culasso – tromba
- Martino Di Fulvio – tromba
- Alvise Verzella – tromba
- Giancarlo Becattini – trombone
- Gennaro Baldino – trombone
- Franco Vinciguerra – trombone
- Ernesto Pumpo – trombone
- Sal Genovese – sax
- Antonio Russo – sax
- Giuseppe Taurino – sax
- Temistocle Colloridi – flauto
- Marianna Gazzani – flauto
- Nicola Samale – flauto
- Paolo Falco – corno
- Domenico Sebastiano – corno
- Italo Tagliagambe – tuba
- Paola Massari – voce
- Roberto Davini, I Cantori Moderni di Alessandroni – cori

## Classifiche

### Classifiche settimanali
| Classifica (1972) | Posizione massima |
| ----------------- | ----------------- |
| Italia            | 2                 |

### Classifiche di fine anno
| Classifica (1973) | Posizione |
| ----------------- | --------- |
| Italia            | 9         |